# 原天津基督教青年会旧址
原天津基督教青年会旧址是原天津中华基督教青年会（Young Men's Christian Association of Tianjin）的会址建筑，该建筑于1913年5月23日举行奠基典礼，落成于1914年10月16日，坐落在天津市南开区东马路94号，该建筑坐北朝南，东临东马路，西与天津文庙相邻，南北原来和东马路上的民宅相临(现民宅已全部拆除)，占地面积为1000平方米，建筑面积为4000平方米。目前是重点保护等级历史风貌建筑和天津市文物保护单位。现为天津市少年宫使用。

## 历史
- 1895年，美国干事来会里（David Willard Lyon）创立天津青年会。
- 1909年，青年会为建设新会所发起募捐。
- 1914年，位于东马路的会址建成，内设阅览室、会议室、体育馆、礼堂、招待所等，青年会在推广篮球、乒乓球等运动方面做出了开创性的业绩。
- 1966年，受文化大革命影响，青年会的活动中止。
- 1981年，天津青年会恢复活动。
- 2008年7月，派代表应邀参加了在美国纽约举办的世界大城市基督教青年会大会。

## 建筑特点
原天津基督教青年会旧址整体建筑平面呈正方形，为混合结构四层楼房带半地下室。屋顶为平顶檐部出挑。外立面为红色缸砖清水墙面，正立面的楼门入口设有高台阶，台阶两侧各装饰有两个半圆形立柱，建筑内部一楼为前厅，后部为礼堂。二、三楼设有阅览室、办公室、礼堂、宿舍、教室、健身房、台球室和室内篮球场等。原天津基督教青年会旧址的大部分建筑材料都是直接从美国航运过来并按照当时的国际青年会的统一标准模式和风格建造的，是一座具欧美教会建筑风格和现代建筑特征的西式大楼。